# Mali na Letnich Igrzyskach Olimpijskich 1968
Mali na Letnich Igrzyskach Olimpijskich 1968 reprezentowało 2 zawodników (wyłącznie mężczyzn). 
Był to 2 start reprezentacji Mali na letnich igrzyskach olimpijskich.

## Skład kadry

### Boks
Mężczyźni
- Soungalo Bagayogo - waga półciężka - porażka w pierwszej rundzie (sklasyfikowany na 17. miejscu ex aequo z innymi, którzy odpadli w pierwszej rundzie)

### Lekkoatletyka
Mężczyźni
- Namakoro Niaré - rzut dyskiem - nie awansował do finału (15. miejsce w kwalifikacjach - najlepsza próba - 56,60 m)